# Ilha de Boipeba
Ilha de Boipeba är en ö i Brasilien.   Den ligger i delstaten Bahia, i den östra delen av landet, 1 000 km öster om huvudstaden Brasília.